# 神領町
神領町（じんりょうちょう）は愛知県春日井市中南部にある地名。現行行政町名としては神領町1丁目から神領町3丁目と神領町北1丁目及び神領町北2丁目。

## 地理
- 西部を熊野町・堀ノ内町・下市場町・北城町、北部を出川町、東部を大留町・名古屋市守山区下志段味、南部を名古屋市守山区深沢と隣接している。

### 河川
- 内津川 ： 町の北部を南西流。
- 庄内川 ： 町の南部を南流。

## 歴史
- 2010年（平成22年）8月14日 - 春日井大留上土地区画整理事業換地処分に伴う町名等変更に伴い、神領町の一部を分離し、神領町1丁目から神領町3丁目と神領町北1丁目及び神領町北2丁目を設置[5]。

## 世帯数と人口
2019年（平成31年）4月1日現在の世帯数と人口は以下の通りである。
| 丁目                | 世帯数    | 人口    |  |
| ------------------- | --------- | ------- |  |
| 神領町・神領町1丁目 | 274世帯   | 753人   |  |
| 神領町2丁目         | 411世帯   | 948人   |  |
| 神領町3丁目         | 347世帯   | 883人   |  |
| 神領町 計           | 1,032世帯 | 2,584人 |  |
|                     |           |         |  |
| 神領町北1丁目       | 477世帯   | 937人   |  |
| 神領町北2丁目       | 175世帯   | 516人   |  |
| 神領町北 計         | 652世帯   | 1,453人 |  |

### 人口の変遷
国勢調査による人口の推移
神領町（区画整理前）
| 1995年（平成7年）  | 1,917人 | [ 7 ] |  |
| 2000年（平成12年） | 2,036人 | [ 8 ] |  |
| 2005年（平成17年） | 2,935人 | [ 9 ] |  |

神領町（区画整理後）
| 2010年（平成22年） | 2,289人 | [ 10 ] |  |
| 2015年（平成27年） | 2,543人 | [ 11 ] |  |

神領町北
| 2010年（平成22年） | 1,527人 | [ 10 ] |  |
| 2015年（平成27年） | 1,562人 | [ 11 ] |  |

## 学区
市立小・中学校に通う場合、学区は以下の通りとなる。また、公立高等学校に通う場合の学区は以下の通りとなる。
| 町丁・丁目    | 番・番地等 | 小学校               | 中学校               | 高等学校 |
| ------------- | --- | -------------------- | -------------------- | -------- |
| 神領町        | 1番地～259番地1、259番地3～262番地 275番地5、410番地6、418番地1 419番地～421番地5、421番地9〜17 422番地1、422番地3～427番地2 427番地4以降の枝番 429～453番地、454番地4〜8 493番地～497番地6、498番地～506番地1 507番地～512番地1。516番地1 517番地～519番地1、522番地1 | 春日井市立出川小学校 | 春日井市立南城中学校 | 尾張学区 |
| 神領町        | その他 | 春日井市立神領小学校 | 春日井市立南城中学校 | 尾張学区 |
| 神領町1丁目   | 全域 | 春日井市立神領小学校 | 春日井市立南城中学校 | 尾張学区 |
| 神領町2丁目   | 全域 | 春日井市立神領小学校 | 春日井市立南城中学校 | 尾張学区 |
| 神領町3丁目   | 全域 | 春日井市立神領小学校 | 春日井市立南城中学校 | 尾張学区 |
| 神領町北1丁目 | 全域 | 春日井市立出川小学校 | 春日井市立南城中学校 | 尾張学区 |
| 神領町北2丁目 | 全域 | 春日井市立出川小学校 | 春日井市立南城中学校 | 尾張学区 |

## 交通

### 鉄道
- JR中央本線 神領駅

### 道路

#### 高速自動車国道
- 東名高速道路 ： 町の中央部を南北に通過。

#### 県道
- 愛知県道75号春日井長久手線 ：町の中央部を通過。
- 愛知県道205号下半田川春日井線 ： 地内が終点。
- 愛知県道450号神領停車場線 ： 地内が起終点。

## 名所
- 津島神社
- 貴船神社
- 三明神社

## 主な施設
- 春日井市立神領小学校
- 旭コンクリート工業
- 春日井神領郵便局

## その他

### 日本郵便
- 集配担当する郵便局は以下の通りである[14]。

| 町丁     | 郵便番号 | 郵便局       |
| -------- | -------- | ------------ |
| 神領町   | 486-0821 | 春日井郵便局 |
| 神領町北 | 486-0830 | 春日井郵便局 |